# Осетер перський
Осетер перський, також південно-каспійський, куринський (Acipenser persicus) — прохідна риба родини осетрових. За зовнішнім виглядом схожий на руського осетра. Відрізняється від нього більш витягнутим, масивним, зігнутим донизу рилом, а також світлим забарвленням. Спина попелясто-сірого або сірувато-блакитного кольору з синім або сталевим відтінком з боків. Перський осетер в середньому значно більший за російського. Для нересту він заходить в ті ж річки, що і російський осетер, але більше тяжіє до південних районів моря. Нерест влітку, в липні - серпні, при температурі води 20-22°С. Живиться переважно молюсками, мальками риб. У річках споживає бентос і рибу.

## Ареал
Поширений у середній і південній частинах Каспійського і Чорного морів. У басейні Каспійського моря в основному заходить до річок Кура, Сефідруд, Терек, Самур, Сулак. У річки, що на півночі Каспійського моря (Волга, Урал) заходить в меншій кількості. У Чорному морі піднімається головним чином в річки Кавказу й Туреччини.